# Sure danse
「sûre danse」 （シュール・ダンス）は米米CLUBの5枚目のシングル。1987年9月21日発売。発売元はCBS/SONY。

## 概要
アルバム『KOMEGUNY』先行シングルで、本作はシングル・レコードとシングル・カセットでの発売された。
アルバム『KOMEGUNY』では次の曲「浪漫飛行」へクロスフェードする形で収録されている。
制作時逸話として本作収録時、ライヴでやっていたヴァージョンで収録しようとしたがCBS/SONYから「こんな曲じゃ売れない」の理由で大幅改変を強いられたヴァージョンで収録され、1997年解散までのライヴでは改変前アレンジで演奏されることが多かったが、1995年発売ベストアルバム『DECADE』で曲名の頭に「元祖」と冠し漸く改変前アレンジを基本に初収録となった。

## 収録曲
- 全作詞・作曲：米米CLUB　編曲：中崎英也・米米CLUB

1. sûre danse
2. 日没航
タイトルは「サンセットクルーズ」と読む。
この楽曲は、2005年に発売されたベストアルバム「米 〜Best of Best〜」で初のCD化となった。

## 再発シングル
アナログ盤からCDへの移行に伴い、1989年3月21日にそれまでEPで発売されていたシングル曲の表題曲を両A面でCDシングル化。「I・CAN・BE/Shake Hip!」との同時発売。

### 収録曲
1. Paradise
2. sûre danse

## 収録アルバム
- sûre danse
KOMEGUNY (#2)
K2C (#9 リメイク版)
DECADE (#5 「元祖 sure danse」として改変前のアレンジで再びリメイク)
HARVEST SINGLES 1985-1992 (#5)
STAR BOX (#3)
米 〜Best of Best〜 Disk1 (#9)
- 日没航
米 〜Best of Best〜 Disk2 (#13)

## カバーしたアーティスト
| 曲名       | アーティスト | 収録作品                            | 発売日        | 規格品番                 | 備考 |
| ---------- | ------------ | ----------------------------------- | ------------- | ------------------------ | ---- |
| sûre danse | AAA          | 『CCC-CHALLENGE COVER COLLECTION-』 | 2007年2月7日  | AVCD-23197B (CD+DVD)     |      |
| sûre danse | AAA          | 『CCC-CHALLENGE COVER COLLECTION-』 | 2007年2月7日  | AVCD-23198 (CD+DVD)      |      |
| sûre danse | 及川光博     | 『FUNK A LA MODE』                  | 2017年4月19日 | VIZL-1152 (初回限定盤A)  |      |
| sûre danse | 及川光博     | 『FUNK A LA MODE』                  | 2017年4月19日 | VICL-64772 (初回限定盤B) |      |
| sûre danse | 及川光博     | 『FUNK A LA MODE』                  | 2017年4月19日 | VICL-64773 (通常盤)      |      |